# Гуго Фиц-Балдрик
Гуго Фиц-Балдрик (англ. Hugh fitzBaldric; умер после 1086) — англо-нормандский аристократ, феодальный барон Котингема (Йоркшир), шериф Йоркшира в 1069—1080 годах.

## Биография
Точное происхождение Гуго неизвестно. Его отца звали Балдрик. Впервые в источниках Гуго Фиц-Балдрик появляется около 1067 года, когда засвидетельствовал хартию Джеральда де Румара. В 1069 году он был назначен шерифом Йоркшира, сменив Гильома Мале. Эту должность Гуго занимал до 1080 года.
Согласно «Книге Страшного суда», в 1086 году Гуго владел 135 поместьями в Йоркшире, Лестершире и Ноттингемшире, где был главным арендатором, а также ещё 110 поместьями в Йоркшире, Линкольншире, Ноттингемшире, Гемпшире и Лестершире в качестве арендатора от других землевладельцев. Поскольку одно из его поместий, Коттингем, позже стало центром одноимённой феодальной баронии, то считается, что Гуго сам был бароном. Историк Ивор Сандерс считал, что владения Гуго были разделены после его смерти
, однако другая исследовательница, Кэтрин Китс-Роэн, предположила, что его владения были конфискованы после участия Гуго в восстании Роберта Куртгёза против ставшего в 1087 году королём Вильгельма II Рыжего.
Часть своих земель Гуго передал аббатству Пре в Нормандии и аббатству Святой Марии в Йорке.
В хартии Роберта Куртгёза, датированной 1069 годом, в качестве свидетеля упоминается Гуго Фиц-Балдрик, который, возможно, является тем же лицом, что и бывший шериф Йорка.

## Брак и дети
В источниках отсутствует информация о браке Гуго, однако согласно «Книге Страшного суда» его зятьями были Уолтер де Ривер и Ги де Кроан.